# Тугай, Мине
Меле́к Мине́ Туга́й (тур. Melek Mine Tugay; род. 28 июля 1978, Конья) — турецкая актриса

 театра, кино и телевидения.

## Ранние годы
Мелек Мине Тугай родилась 28 июля 1978 года в Конье (Турция) в семье офицера. Она окончила стамбульский лицей Йени Левента, актёрский факультет Государственной консерватории-театра Стамбульского университета (2002) и получила степень магистра по актёрскому мастерству в Университете Бахчешехир (2005).

## Карьера
В 1997 году Тугай дебютировала как театральная актриса, сыграв в спектакле «Большой ушастый медвежонок» в театре Masal Gerçek. После окончания университета в 2002 году, она работала в театре Semaver Kumpanya.
На счету Тугай более сорока ролей в театральных постановках, фильмах и телесериалах. С 2020 по 2021 год она играла одну из главных ролей Шениз Карачай в телесериале «Жестокий Стамбул» и была номинирована на премию Международного Измирского кинофестиваля в категории «Лучшая актриса второго плана в сериале» за эту роль. Также снимается в рекламных роликах, среди которых «EcoBella Home», «Beko», «Bulvar Loft», «Bosch», «Neutrogena» и «10,9,8».

## Фильмография
| Год       |     | Русское название                         | Оригинальное название            | Роль                      |
| --------- | --- | ---------------------------------------- | -------------------------------- | ------------------------- |
| 1998      | с   | Карамболь Камиль                         | Karambol Kamil                   |                           |
| 2003      | с   | Гюльбеяз                                 | Gülbeyaz                         | Башак                     |
| 2004      | с   | Называйте это любовью                    | Adı Aşk Olsun                    | Эда                       |
| 2005      | ф   | Душевная рана                            | Gönül Yarası                     | торговка                  |
| 2005      | с   | Любви все возрасты покорны               | Aşk Her Yaşta                    | Эльван                    |
| 2005—2006 | с   | Алие                                     | Aliye                            | Дефне                     |
| 2006      | ф   | Почему убили Хадживата и Карагёза?       | Hacivat Karagöz Neden Öldürüldü? | сестра Аслы               |
| 2006      | с   | Гюльпаре                                 | Gülpare                          | Гюльбахар                 |
| 2007      | с   | Какой из меня отец                       | Benden Baba Olmaz                | Севиль                    |
| 2007      | кор | Кошка на дороге                          | Yoldaki Kedi                     |                           |
| 2007      | кор | Феликс и скорпион                        | Felix Und Scorpion               | клиентка в обувном        |
| 2008      | с   | Сорт                                     | Sınıf                            | Озлем                     |
| 2009      | с   | Враг в зеркале                           | Aynadaki Düşman                  | Нисан Ягмур               |
| 2009—2010 | с   | Гранд-базар                              | Kapalıçarşı                      | Фериде / Элиф Солмаз      |
| 2010      | ф   | Капитан Феза                             | Kaptan Feza                      | Элиф                      |
| 2010      | ф   | Обмануть кого-нибудь?                    | Herkes mi Aldatır?               | Ниль                      |
| 2010      | с   | Весёлое гнёздышко                        | Şen Yuva                         | Фериде                    |
| 2010      | ф   | 10, 9, 8, 7..                            | 10, 9, 8, 7..                    |                           |
| 2011—2012 | с   | Бехзат Ч. Серийные преступления в Анкаре | Behzat Ç. Bir Ankara Polisiyesi  | Суна                      |
| 2011—2013 | с   | Бесценное время                          | Öyle Bir Geçer Zaman ki          | Бахар Текинер / Талашоглу |
| 2012      | с   | Мир лжи                                  | Yalan Dünya                      | психолог Айсу             |
| 2012      | с   | Царство людей                            | İnsanlar Alemi                   |                           |
| 2013      | с   | Смейся, смейся                           | Güldür Güldür                    | Бенгису                   |
| 2013—2014 | с   | Прилив                                   | Medcezir                         | Эндер Серез               |
| 2014      | с   | Вор сердец                               | Kalp Hırsızı                     | Дефне                     |
| 2015      | с   | Запах клубники                           | Çilek Kokusu                     | Эльчин Мазхароглу         |
| 2016—2017 | с   | Вдребезги                                | Paramparça                       | Асуман Терзиоглу          |
| 2019      | с   | Верда                                    | Verda                            | Ниран                     |
| 2019—2020 | с   | Жестокий Стамбул                         | Zalim İstanbul                   | Шениз Карачай             |
| 2021      | с   | Пустота                                  | Hükümsüz                         | Гюлер Кырел               |
| 2022      | с   | Улыбнись своей судьбе                    | Gülümse Kaderine                 | Неваль                    |
| 2023      | с   | Зимородок                                | Yalı Çapkını                     | Дефне                     |
| 2023      | с   | Мерве Кюльт                              | Merve Kült                       | Лейла Мадрали             |

## Театральные постановки
- 1997 — «Большой ушастый медвежонок» / Büyük Kulaklı Küçük Ayı (Masal Gerçek)
- 2002-2003 — «Двенадцатая ночь» / On İkinci Gece (Semaver Kumpanya)
- 2002-2003 — «Сборище птиц» / Kuşlar Meclisi (Semaver Kumpanya)
- 2003-2004 — «Мам и Зин» / Mem ile Zin (Semaver Kumpanya)
- 2004-2005 — «Очень далеко» / Çok Uzak (Театр Точка)
- 2007 — «Лжесвидетель» / Yalancı Tanık (Назым Хикмет)
- 2007-2008 — «Чёрный дрозд» / Karatavuk (Театр Точка)
- 2008-2009 — «Стреляй/Перезаряжай/Повторяй» / Vur/Yağmala/Yeniden (Театр Точка)
- 2009 — «Юсуф и Менофис» / Yusuf ile Menofis (Назым Хикмет)
- 2010 — «Человечество не мертво» / İnsanlık Ölmedi Ya (Назым Хикмет)
- 2010-2011 — «Как вам это понравится» / Size Nasıl Geliyorsa (Театр Талимхане)
- 2010-2011 — «Пинбол» / Tilt (Стамбульский государственный театр)
- 2011 — «Каждый пятый» / 5'er Beşer (Культурный центр Бешикташ)
- 2014 — «Добро пожаловать, мой друг» / Arkadaşım Hoşgeldin (Культурный центр Бешикташ)

## Награды и номинации
| Год  | Премия                                      | Категория                               | Проект          | Результат |
| ---- | ------------------------------------------- | --------------------------------------- | --------------- | --------- |
| 2008 | Фестиваль короткометражных фильмов Синепарк | Лучшая женская роль                     | Кошка на дороге | Победа    |
| 2008 | Театральная премия LIONS                    | Лучшая женская роль                     | Чёрный дрозд    | Победа    |
| 2009 | Театральная премия Afife                    | Самая успешная актриса года (Малый зал) | Чёрный дрозд    | Победа    |